# 意大利馄饨

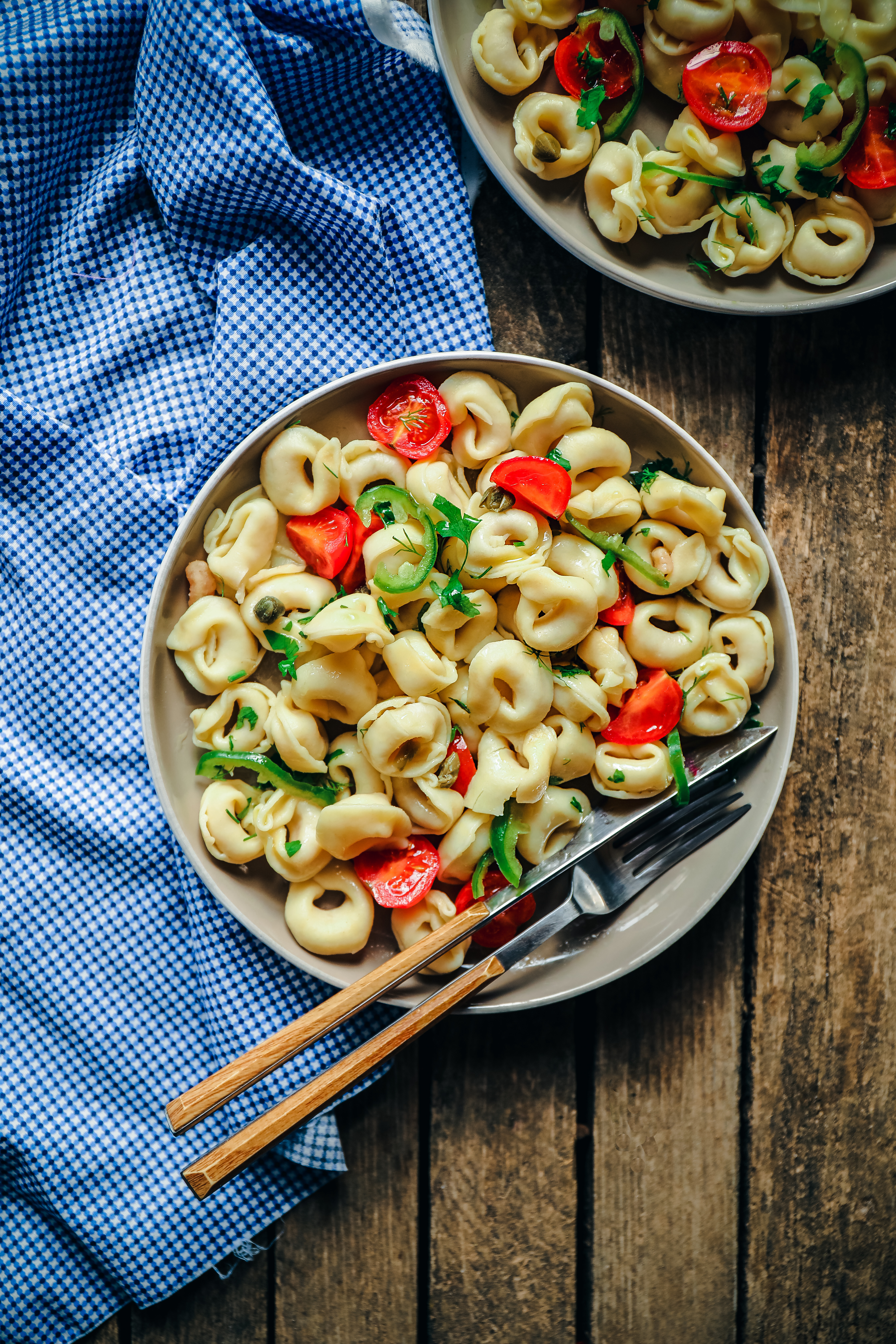
意大利馄饨

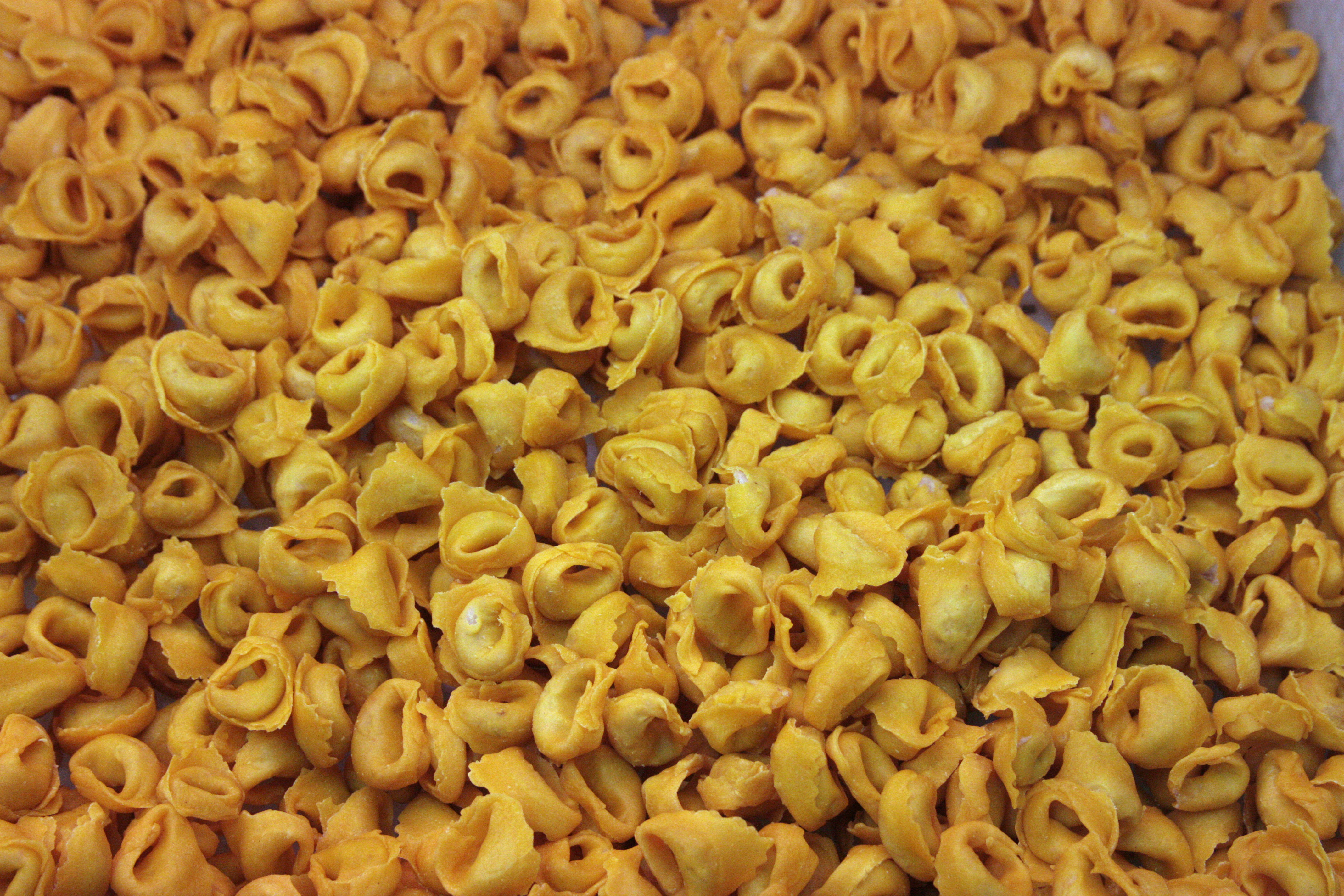
摩德纳的意大利馄饨

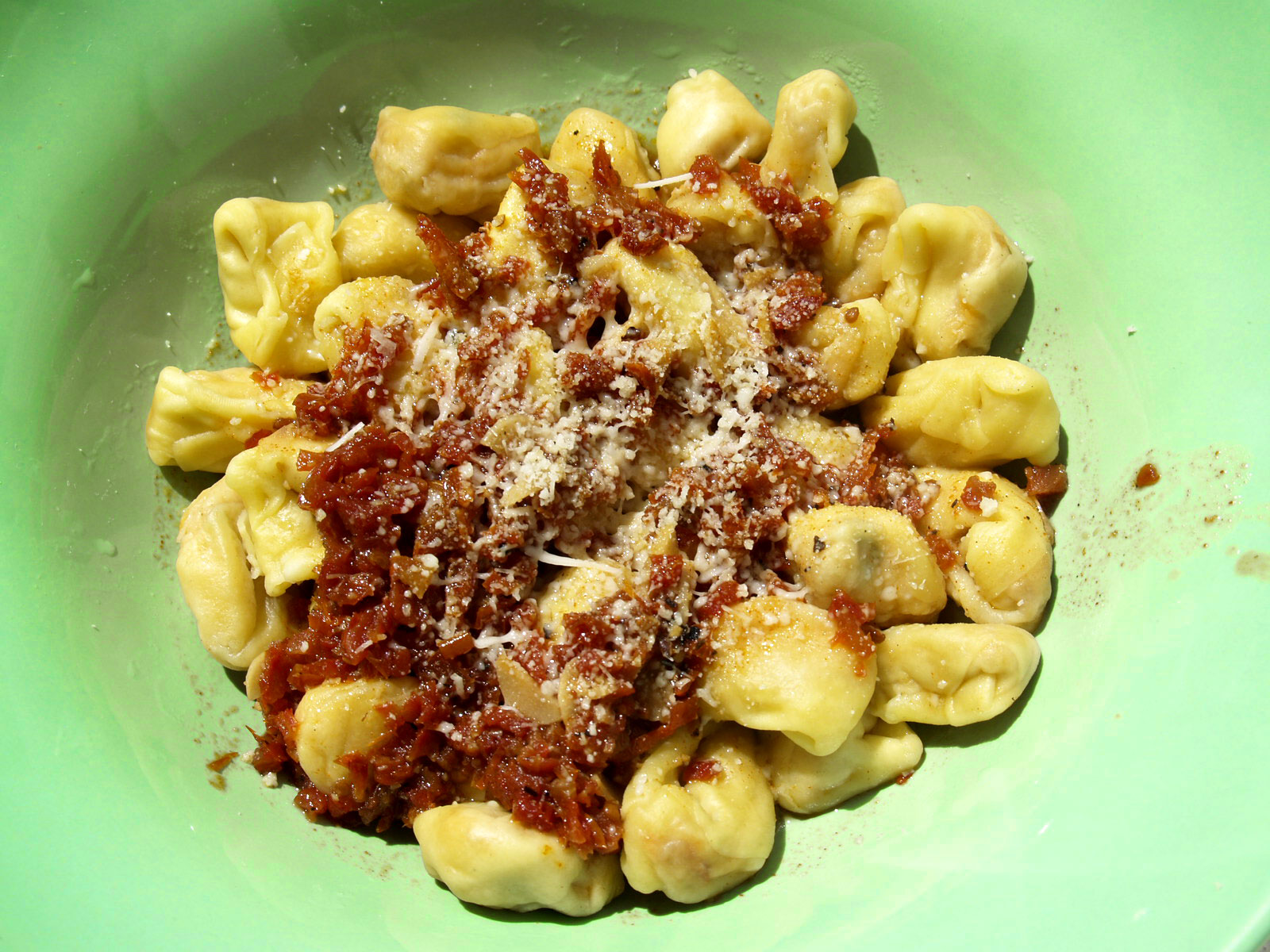
意大利馄饨的配肉醬汁

意大利馄饨（意大利语：tortellini）是一種傳統的意大利麵食，以麵皮做成袋狀，然後將肉類或蔬菜包起，再放入熱水中煮熟。

## 外觀
義大利餛飩与中国馄饨大小相近。

## 簡介
義大利餛飩是從義大利話或是波隆納方言的「蛋糕」（torta或turtlén）延伸出來的，理由是義大利餛飩的麵皮完全是用麵粉和雞蛋做的，沒有摻水。義大利餛飩的形狀比較接近中國的饺子，成粒狀，而不像義大利餃扁平的樣子。義大利餛飩是來自波隆納的麵食，1842年的文件上顯示內餡含有牛絞肉，蛋黃還有帕馬森乾酪。據第二次世界大戰時期義大利餛飩兄弟會（Dotta Confraternita del Tortellino）在研究波隆納菜以及摩德納菜後的規定，義大利餛飩的麵皮蛋和麵粉重量的比例是10:6，餡料裡有帕爾馬火腿，意式肉腸，或碎火雞胸肉其中之一，加上雞蛋，帕馬森乾酪以及肉荳蔻。

## 吃法
義大利餛飩跟著洋蔥或雞熬的高湯煮，煮熟後連湯一起吃。 比較不傳統的吃法是在水裡煮，煮完後淋上醬汁。還有一道菜叫義大利餛飩鼓（timballo di tortellini），是在一張大麵皮裡包著很多義大利餛飩，帕馬森乾酪，番茄汁，還有其他配料好比說雞蛋，蘑菇或茄子，到烤爐裡烤出來像圓拱型的菜。

## 參看
- 德國餛飩
- 意大利饺子
- 玉棋